# David Warren (Szenenbildner)
David Warren ist ein Szenenbildner und Artdirector.

## Leben
Warren begann seine Karriere im Filmstab 1994 als im Abspann nicht genannter Szenenbildassistent beim Horrorfilm Interview mit einem Vampir. In den 1990er Jahren folgten weitere Engagements ohne Namensnennung wie Event Horizon – Am Rande des Universums. Ab Beginn der 2000er Jahre arbeitete er, nun in verantwortlicher Position, für große Filmproduktionen, darunter Bridget Jones – Schokolade zum Frühstück und Johnny English – Der Spion, der es versiebte. 2007 war er für Tim Burton an dessen Horrormusical Sweeney Todd – Der teuflische Barbier aus der Fleet Street tätig. Warrens Hauptbetätigungsfeld ist der Film; nur selten arbeitete er an Fernsehproduktionen wie der Serie Emerald City – Die dunkle Welt von Oz.
Für Terry Gilliams Fantasyfilm Das Kabinett des Doktor Parnassus war er gemeinsam mit Anastasia Masaro und Caroline Smith 2010 für den Oscar in der Kategorie Bestes Szenenbild sowie den BAFTA Film Award in der Kategorie Bestes Szenenbild nominiert. Warren gewann 2012 den „Excellence in Production Design Award“ der Art Directors Guild für sein Wirken an Martin Scorseses Hugo Cabret.

## Filmografie (Auswahl)
- 1994: Interview mit einem Vampir (Interview with the Vampire: The Vampire Chronicles)
- 1995: Der 1. Ritter (First Knight)
- 1997: Event Horizon – Am Rande des Universums (Event Horizon)
- 1998: Lost in Space
- 2001: Bridget Jones – Schokolade zum Frühstück (Bridget Jones’s Diary)
- 2003: Johnny English – Der Spion, der es versiebte (Johnny English)
- 2004: Bridget Jones – Am Rande des Wahnsinns (Bridget Jones – The Edge of Reason)
- 2007: Sweeney Todd – Der teuflische Barbier aus der Fleet Street (Sweeney Todd: The Demon Barber of Fleet Street)
- 2009: Das Kabinett des Doktor Parnassus (The Imaginarium of Doctor Parnassus)
- 2011: Hugo Cabret (Hugo)
- 2012: Snow White and the Huntsman
- 2013: The Zero Theorem
- 2016: Stolz und Vorurteil und Zombies (Pride and Prejudice and Zombies)
- 2017: Emerald City – Die dunkle Welt von Oz (Emerald City, Fernsehserie)
- 2021: Don’t Breathe 2

## Auszeichnungen (Auswahl)
- 2010: Oscar-Nominierung in der Kategorie Bestes Szenenbild für Das Kabinett des Doktor Parnassus
- 2010: BAFTA-Film-Award-Nominierung in der Kategorie Bestes Szenenbild für Das Kabinett des Doktor Parnassus